# 三つ目小僧

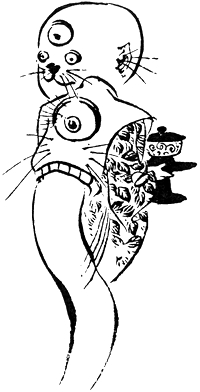
尾形月耕画『月耕漫画』より「三つ目小僧」

三つ目小僧（みつめこぞう）は、日本の妖怪の一つで、顔に三つの目を持つ童子姿の妖怪。

## 概要
長野県東筑摩郡教育会による調査資料に名前があるが、資料中には名前があるのみで解説は無く、どのような妖怪かは詳細には語られていない。
東京の下谷にあった高厳寺という寺では、タヌキが三つ目小僧に化けて現れたという。このタヌキは本来は百年以上前の修行熱心な和尚が境内に住まわせて寵愛していたために寺に住みついたものだが、それ以来、寺を汚したり荒らしたりする者に対しては妖怪となって現れるようになり、体の大きさを変えたり提灯を明滅させて人を脅したり、人を溝に放り込んだりしたので、人はこれを高厳寺小僧と呼んで恐れたという。困った寺は、このタヌキを小僧稲荷として境内に祀った。この寺は現存せず、小僧稲荷は巣鴨町に移転している。

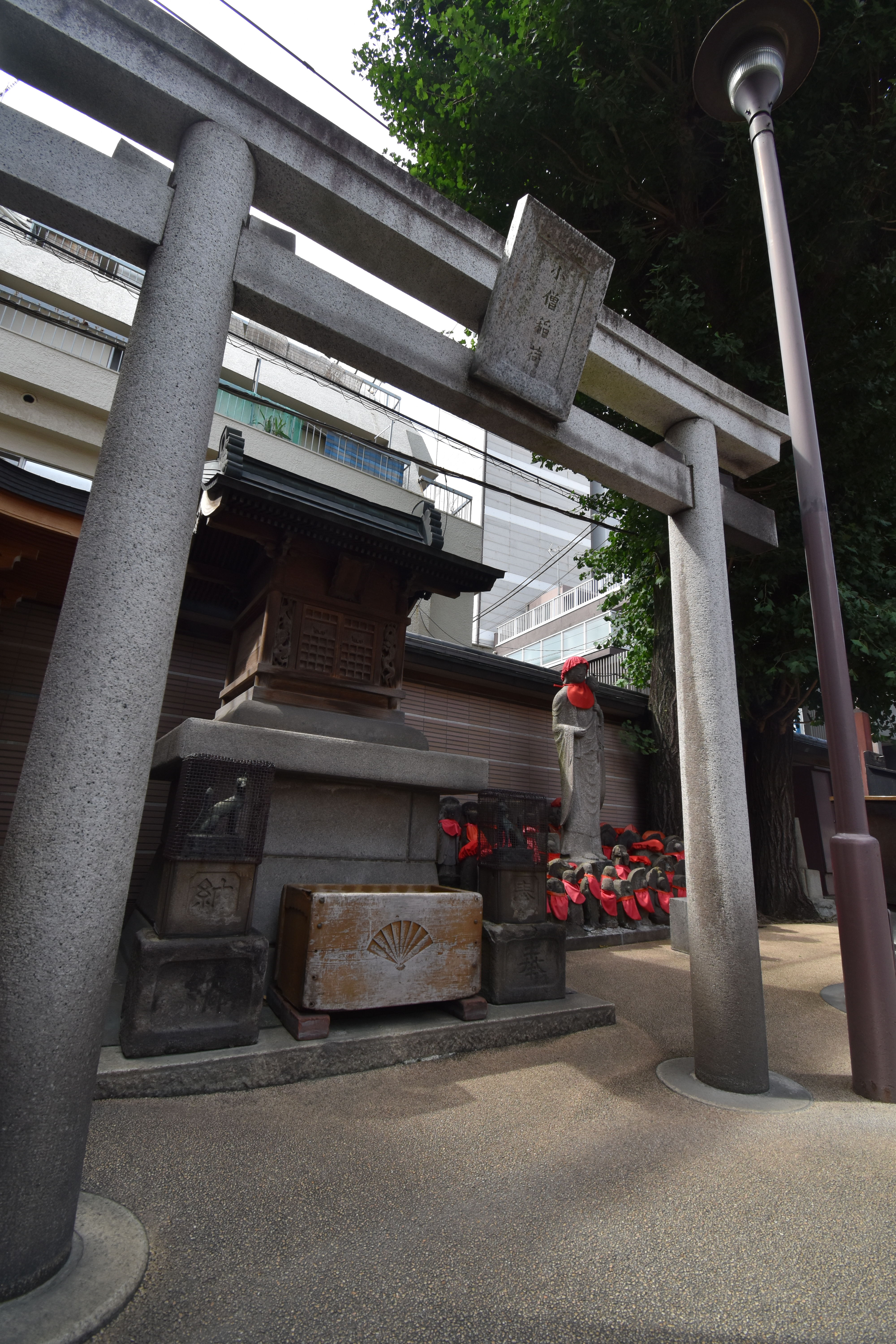
三つ目小僧を祀る小僧稲荷

また、本所七不思議の一つ・置行堀の近くに住んでいたタヌキが三つ目小僧に化けて人を脅したという言い伝えもある。
大阪府大阪市には、以下のような民話がある。見世物小屋の親方が客を呼び込むため、小屋にいる小僧に作り物の目玉を付け、三つ目小僧に仕立て上げようとした。小僧は見世物に出されるのを嫌に思ったため、「親方が洞窟で三つ目小僧を発見して捕獲する」という演出を親方に勧めた。同意した親方は、買って来た目玉を小僧の額に付け、三つ目小僧に仕立てて洞窟に隠し、見物人たちを率いて洞窟へ向かった。ところがそこには小僧だけでなく、数人もの三つ目人間がいて襲いかかり、親方は驚いて逃げ出した。実は小僧は、親方が仏具屋で作り物の目玉を買っているのを知り、仏具屋の主人や店員たちに事情を話し、彼らに三つ目人間に成りすましてもらい、洞窟の中に隠れていてもらったということである。
工具の錐の一種である三目錐を略して「三目」ということから、江戸時代の狂歌本『狂歌百物語』には三つ目小僧と三目錐をかけた「助けてと錐もむさまに合はす手も 穴おそろしの三ツ目小僧や」という狂歌がある。